# William Henry Monk
William Henry Monk, född 1823, död 1889, var en engelsk kyrkomusiker, pedagog och kompositör verksam i London. Han finns representerad i Sverige i Den svenska psalmboken 1986 med tonsättningen av ett verk (nr 189).

## Psalmer
- Bliv kvar hos mig - se dagens slut är när (1986 nr 189) tonsatt 1861 Finns på Wikisource.

Melodin används också till
- Gud är mitt allt (Psalmer och Sånger 1987 nr 360) Finns på Wikisource.
- Hur underbart att vandra få med Gud (Frälsningsarméns sångbok 1990 nr 551)